# 예맥
예맥(濊貊)은 한반도 북부와 만주에 살던 고대 집단으로, 오늘날 대다수의 학자들이 한민족의 오래된 조상들로 간주한다. 그러나 여전히 이에 관한 다양한 견해들도 제시된다.
예(濊)와 맥(貊)을 갈라 보는 견해에서는 예족은 요동과 요서에 걸쳐 있었고 맥족은 그 서쪽에 분포하다가 고조선 말기에 서로 합쳤다고 본다. 예맥을 단일종족으로 보는 견해로 예맥은 고조선의 한 구성부분이었던 종족으로 고조선 중심세력이었다고 본다.

## 어원
류렬(1990)은 '濊'가 고문서에서 鐵(쇠)나 東(새)를 뜻하는 옛말 '사라·서러·사·서' 등의 음차자로 쓰인 예를 근거로 들며 '예(濊)'가 원래 '설'이나 '해'를 뜻하는 '歲(해 세)' 였으나 중국이 춘추필법에 따라 비하의 뜻이 담긴 '예(濊)'로 바꾸어 썼다고 주장하였다. 또한 '맥(貊)'은 성(城)을 뜻하는 고대 한국어 '불'의 음차표기라고 하였다. 즉 예맥(濊貊)을 '동쪽나라', '새 나라'의 뜻으로 해석하였다.
도수희(2005) 역시 예(濊)의 고음이 sʌy이므로, 동(東)을 의미하는 것이고, 또한 철(鐵)의 고음인 soy와도 유사하므로 쇠라고도 해석할 수 있다고 하였다.
조영광(2015)도 크게 다르지 않은데 예맥족들이 원주지에서 새로운 지역으로 진출하면서 중국인들과 접촉하자 자신들을 새로운 곳에 정착한 사람, 혹은 새로운 사람이라 불렀던 것에서 유래한 것일 수도 있겠다라는 견해를 제시했다.

## 역사
예맥은 맥(貊·貉) 또는 예(濊·穢·薉)로도 불렸는데, 서쪽으로는 동호(東胡), 동쪽으로는 숙신(肅愼)과 접해 있었다.
예맥은 기원전 2~3세기 경부터 쑹화강, 압록강 유역과 동해안 일대(한반도의 평안도·함경도·강원도, 중국의 랴오닝 성과 지린 성)에 걸쳐 정착하며 활동한 민족이다. 부여·고구려·옥저·동예 등으로 부르는 여러 족속들은 모두 예맥에 포괄되며, 여기에 부여의 한 갈래로 한강 유역에 자리잡고 커진 백제 역시 예맥족의 나라이다.
《삼국지》〈위서〉「동이전」에 따르면 예족은 호랑이에 제를 지냈다는 기록이 있는데, 곽박의 《이아(爾雅)》, 《일본서기》 등을 근거로 '맥(貊)'이 곰을 의미했고 예족과 맥족의 관계가 단군신화에 반영되었다는 주장이 있다. 이로부터 단군신화(檀君神話)에는 하늘과 태양을 숭배하는 천신족(天神族)이 곰을 토템으로 하는 맥족(貊族)과 호랑이를 토템으로 하는 예족(濊族)을 평정하고 복속시키는 사실을 설화로 전하는 신화로 남았다고 여긴다.
다만 단군왕검이 최초로 문헌상 등장은 기원후 13세기 말《삼국유사》'이고, 일연이 삼국유사에서 인용한 문헌 《고기(古記)》는 현전하지 않는다. 심지어 교차검증상 연대도 맞지 않다. 1145년 저술한《삼국사기》에 평양의 원래 주인인 선인왕검(仙人王儉)을 언급하므로 적어도 고려 중기에 신화의 구성이 있었지만, 이 때에 '단군' 이름은 분명하지 않았다. 그리고 신라 통일 이후 단군 신앙의 중심지였던 평양의 상황을 현재에 파악하지 못하므로이전 시대의 신화를 전승했는지는 분명하지 않다. '단군'이라는 이름을 비롯하여, 신화의 전체 구상은 《삼국유사》를 썼던 시기가 지난 13~14세기 이후의 일이다.

## 평가
대한민국 학계에서는 예맥이 예와 맥으로 구분되지만 서로 다른 계통이 아닌 하나의 계통이며, 다만 세부적으로 갈라진 갈래로 보는 견해가 일반적이다. 즉, 예와 맥은 사회정치적으로 구분되지만 종족상으로는 거의 같았다고 여긴다.
예맥 내부에서 여러 집단들이 경쟁하며, 우세한 집단이 주변 세력을 병합하면서 점차 세를 키워나갔다. 단군신화에 전하는 설화처럼 하늘과 태양을 숭배하는 천신족(天神族)이 곰을 토템으로 하는 맥족(貊族)과 호랑이를 토템으로 하는 예족(濊族)을 평정하고 복속시켜 고조선을 구성하는 종족집단을 이루었다.  이후 대표적 예맥족인 부여에 그 세력이 계승되어 한반도 중남부에 거주했던 토착민과 더불어 한민족 형성의 근간을 이루었다는 견해가 다수이다.
근대 역사학의 단초를 열었다고 평가받는 신채호는 부여사를 주목하였다. 신채호는 《독사신론》에서 기존의 기자-마한-신라로 이어지는 정통론을 부정하고, 부여주족론(扶餘主族論)을 제기하였다. 신채호는 민족사 가운데 가장 주동력을 지닌 종족이 ‘주족(主族)’으로 간주하며, 부여족을 주족으로, 주변의 지나족(支那族) · 말갈족 · 흉노족 · 오환족 · 일본족 등은 객족(客族)으로 보았다. 이는 "4천년 민족사는 부여족 성쇠소장(盛衰消長)의 역사"라는 한마디로 요약 가능하다.
부여의 터전은 지금 중국 쑹화강 유역을 중심이었다. 그곳에서 동부여가 나오고, 그 동부여에서 고구려의 지배층이 된 주몽 집단(계루부 왕실)이 나왔다. 주몽 집단은 압록강 일대에 진출하여 졸본부여, 곧 고구려를 세웠다. 압록강 유역에서 이미 살았던 주민들 일부(비류·온조 집단)가 다시 남쪽으로 내려가 한강 유역에서 백제를 세웠다. 따라서, 고구려와 백제 모두 부여에서 분리하여 발전한 집단이 발달한 나라이다.
가야가 있던 경상남도  지역에서도 청동 솥을 비롯해 북방 유목민족이나 부여 계통의 유물들이 나온다. 이는 부여 사람들의 움직임이 한반도 남동부까지 영향을 미쳤다는 증거이다. 게다가 고구려를 계승한 발해 시조 대조영도 발해는 “부여, 옥저, 변한, 조선의 땅과 바다 북쪽 여러 나라의 땅을 완전히 장악했다.”고 하여 부여를 자신들의 오래 된 조상 나라로 보았다. 중국 송나라 때의 역사책 ‘무경총요’에서도 발해가 “부여에서 떨어져 나온 집단으로 본래 예맥의 땅이었다.”고 하여 발해가 고구려와 백제처럼 부여에서 갈라져 발전하였다고 본다.

## 논란
예·맥 또는 예맥은 특히 고구려의 종족기원과 관련하여 연구 관심을 둔다. 이들의 관계에 다양한 견해들을 제기하나 현재로서는 정설이 없다. 고구려의 종족 기원에 대해서는 예족설, 맥족설, 예맥족설, 예맥족에서의 분화설, 원래는 예족인데 명칭상 맥족이라는 설, 고구려는 여러 종족이 결합된 나라이므로 지역에 따라 대수맥(大水貊)·소수맥(小水貊) 등 조금씩 다른 부족이 있었다는 견해 등 상정 가능성은 모두 학설로 제시하고자 한다.
- 18세기 조선의 정약용은 맥은 종족 명칭, 예는 지역 또는 강의 이름이라고 보아 예맥은 맥족의 아홉 갈래(九貊) 중의 하나를 지칭하였다고 하였다.
- 20세기 중국의 링춘성(凌純聲)도 예는 예수(濊水)지역에 거주했던 맥족이라고 하여 정약용과 동일하게 이해하였다.
- 일본의 미시나 쇼에이는 선진(先秦)문헌에 보이는 맥은 북방족의 범칭이며, 예는 진대(秦代)의 문헌에서 처음 보이는데 한대(漢代)에 범칭되는 예는 고구려·부여·동예를 포괄하는 민족명이라고 보았다. 예맥이라는 호칭은 현실적인 민족명과 고전적인 북방족에 대한 범칭인 맥을 결합시켜 편의적으로 쓰여진 것이라고 하면서, 고구려를 지칭한 맥은 민족명인 예족 내의 특정한 부족을 가리키는 것이라고 보았다. 곧 한대 이후의 맥은 예와 동일한 계통의 실체라고 본다.
- 윤무병(尹武炳)은 예맥이라는 명칭은 사마천의『사기』에서부터 쓰였는데, 예족과 맥족을 합쳐 부르는 말이 아니라 예맥은 맥족인 고구려를 지칭하였고, 한대 이후의 예와 맥(예맥)은 동일계통 내에서 각각 구분 가능한 실체였다고 보았다.
- 루이이푸(芮逸夫)는 한민족을 예맥과 한(韓)의 양계  구성 예맥족 중 예족은 한반도 중북부와 송화강·길림·눈강(嫩江)지역 등에 살았고, 맥족은 산동·요령·발해만 연안 등에 거주했으며, 거주지역에 따라 예와 맥이 구분되었다고 보았다.
- 김정배(金貞培)도 예·맥·한은 동일계 족속으로서 그 분포지역의 차이에 따라 구분한다고 보았다.
- 이옥(李玉)은 맥족과 예족은 원래 중국의 산서성(山西省)·하북성(河北省) 방면에 각각 거주하다가 점차 동으로 이동했으며, 기원전 3세기 무렵 장춘 농안 방면에 먼저 정착했던 예족은 이어 이동해온 맥족에게 밀려 남으로 왔다가 고조선에 쫓겨 요동군(遼東郡)에 예속되어 예군(濊君) 남려(南閭)의 집단이 되었다. 이 예의 일부가 맥족에 흡수되어 서기전 2세기경 새로운 종족인 예맥이 성립한 고구려족(高句麗族)이라고 주장하였다.
- 조영광(2015)은 본래 중국 동북방에 위치하던 종족은 예(濊 : 穢, 薉)로 불렸으나, 전국시대 이후 맥(貉)이 북방 종족의 범칭화하면서 예(濊)에도 접미사적인 맥 (貊)을 붙여 예맥(濊貊)이라 부르게 되었다고 해석함이 타당하며, 예맥의 종족적 속성은 어디까지나 예족이라 보는 것이 옳다고 주장하였다.

## 같이 보기
- 한민족
- 고조선
- 부여(북부여)
- 동부여
- 부여족
- 옥저
- 동예
- 고구려
- 백제
- 가야
- 사기